# Biserica de lemn din Buza

Desen: streaşină şi console la biserica de lemn din Buza

Biserica de lemn din Buza se afla în satul cu același nume. Aflându-se la granița dintre județele Cluj și Bistrița-Năsăud, satul Buza a aparținut administrativ când de un județ când de altul. În acest fel se explică faptul că autorii articolului „Monumentele de lemn din județul Bistrița-Năsăud în lumina istoriei”, doamna Ioana Cristache-Panait, respectiv domnul Ion Scheletti au plasat această biserică în județul Bistrița-Năsăud. Înlocuită de o nouă biserică de zid, vechea bisericuță a dispărut, momentul în care aceasta a fost demolată nefiind cunoscut cu exactitate. Biserica nouă a fost construită în anul 1967.